# Sharon Leal

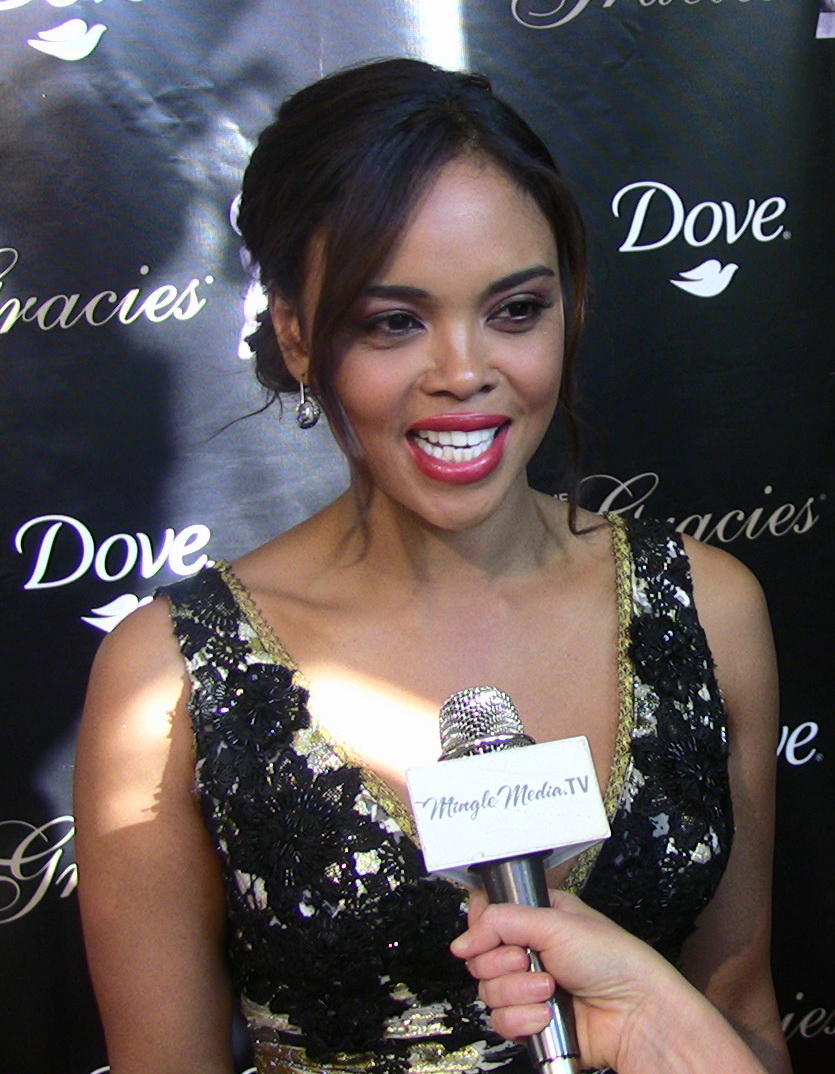
Sharon Leal (2011)

Sharon Leal (* 17. Oktober 1972 in Tucson, Arizona) ist eine US-amerikanische Schauspielerin.

## Leben
Leal wuchs in der zentralkalifornischen Stadt Fresno auf. Sie begann schon früh mit dem Singen und entdeckte ihre Leidenschaft für die Schauspielerei während ihrer Zeit an der Roosevelt High School For The Performing Arts. Ihre Karriere begann in regionalen Theaterproduktionen von Musicals wie Ain't Misbehavin, Into the Woods und Little Shop of Horrors.
Nach ihrem Umzug nach New York hatte Leal ihren Durchbruch dank einer Rolle in der Fernsehserie Springfield Story. Obwohl ihre TV-Karriere Gestalt annahm, blieb sie ihrer Liebe zum Theater treu und stand für Hauptrollen in den Musicals Miss Saigon und Rent auf den Bühnen am Broadway.
Sharon Leal erlebte ihr Filmdebüt im 2006 produzierten US-Filmdrama von Bill Condon Dreamgirls. Sie spielte neben Beyoncé Knowles, Anika Noni Rose und Jennifer Hudson die Rolle der Michelle Morris, die für die verstoßene Effie Melody White in die Gruppe der Dreams einberufen wurde. Der Film handelt sich um eine Adaption des gleichnamigen 1981er Broadway-Musicals von Henry Krieger und Tom Eyen.

## Filmografie (Auswahl)
- 1996–1999: Springfield Story (Seifenoper)
- 1998–1999: Legacy (Fernsehserie, 18 Episoden)
- 2000: Face the Music
- 2000–2004: Boston Public (Fernsehserie, 66 Episoden)
- 2004: What Are the Odds (Kurzfilm)
- 2006: Dreamgirls
- 2007: Motives 2
- 2007: Auch Liebe macht mal Ferien (Why Did I Get Married?)
- 2007: This Christmas
- 2008: Linewatch
- 2008: Soul Men
- 2009: Private Practice (Fernsehserie, 5 Episoden)
- 2010: Auch Liebe macht mal Ferien 2 (Why Did I Get Married Too?)
- 2010–2011: Hellcats (Fernsehserie, 21 Episoden)
- 2011: Little Murder
- 2011, 2014: Suits (Fernsehserie, 2 Episoden)
- 2012: Person of Interest (Fernsehserie, Episode 2x07)
- 2013: The Last Letter
- 2014: Addicted
- 2014, 2016: Grimm (Fernsehserie, 5 Episoden)
- 2015: Good Wife (The Good Wife, Fernsehserie, Episode 6x22)
- 2016: Recovery Road (Fernsehserie, 10 Episoden)
- 2016–2017, 2020–2021: Supergirl (Fernsehserie)
- 2018–2019: Instinct (Fernsehserie)
- 2018–2019: The Good Doctor (Fernsehserie, vier Folgen)
- 2020: Blindfire
- 2022–2024: Pretty Little Liars: Original Sin (Fernsehserie, 13 Episoden)